# 木村一男
木村 一男（きむら かずお、1934年（昭和9年）7月24日 - 2024年11月26日）は、日本のインダストリアルデザイナー。自動車や鉄道車両のデザインを幅広く手がけ、国際的なデザイン交流にも力を尽くした。講演や工業デザインのアドバイザーとしても活動した。常にデザインの機能的な目的と環境との総合美を追求し、業界や市場への課題を積極的に創作活動と併せ掲示しつづけた。

## 略歴
1934年7月24日、大阪市東区（現在の中央区）東雲町に生まれる。戦時中は父の実家のある福井に疎開したが、1948年に大阪に戻り、大阪市立阿倍野第四中学校を卒業、大阪府立夕陽丘高等学校に入学。中学、高校では新聞部に入り、記事を書く傍ら紙面のレイアウトも担当した。中学校の美術の教員が東京藝術大学の出身で大きな影響を受けた。高校3年の時には建築に関心を持ち丹下健三に面会するが、諦めるよう説得され、続いてインダストリアルデザイナーの道を志し柳宗理に面会したところ、激励のみならず受験指導も受けて、1954年に東京藝術大学美術学部工芸科工芸計画部への進学を果たした。
1958年に東京藝術大学を卒業し、卒業制作では日常的に使われている通勤電車をデザインした。
同年、日産自動車造形課に入社。かねてより鉄道車両のデザインに関心を持っていたが、国鉄はその年デザイナーの採用を行っていなかったこと、チーフデザイナーの佐藤章蔵の下で働きたかったことから、日産への入社を決めた。その当時、日産自動車ではドイツ人のアルブレヒト・フォン・ゲルツ氏をコンサルタントに迎えていた。氏を迎える以前から、その完成形デザインとして仕上がっていたクリスプカットで知られる初代シルビア311（デッサン作成時期で確証）、A550Xのデザインに携わった。1972年に日産自動車を退社。
1979年からは鉄道車両のデザインに参画し、100系新幹線の内外装デザインを手がけた。1987年の国鉄民営化後「トランスポーテーションデザイン機構（TDO）」を設立し、新幹線車両のデザインを共同で行い、JR西日本やJR東海の300系新幹線、500系新幹線、700系新幹線などの EXTERIOR 及び INTERIOR のデザインを行い、グッドデザイン賞、ブルネル賞、ブルーリボン賞、ローレル賞などを受賞した。285系電車（サンライズ出雲・瀬戸）のデザインの仕事にも参加した。
このほか、1970〜80年代には世界インダストリアルデザイン会議実行委員会事務局長、社団法人日本インダストリアルデザイナー協会（JIDA）事務局長、財団法人国際デザイン交流協会常務理事、事務局長といったデザイン団体の役職を務めた。1987年には世界デザイン会議運営会事務局長を兼務し、1989年に名古屋で開催された世界デザイン博覧会に合わせて開かれた世界デザイン会議名古屋を事務局長として取りまとめた。
2002年から2018年まで名古屋学芸大学メディア造形学部や同大学大学院メディア造形研究科の教授、学部長等を務め、同大学では木村の功績を記念して「木村一男賞」を毎年学生に対し授賞している。

## 作品
- ニッサン・シルビアCSP311、1965年、日産自動車、エクステリア・インテリアデザイン
- ニッサン・サニークーペ、1968年、日産自動車、エクステリア・インテリアデザイン
- 新幹線100系、1985年、日本国有鉄道、エクステリア・インテリアデザイン
- モハ281系電車はるか、1994年、JR西日本、エクステリア・インテリアデザイン
- 新幹線500系のぞみ、1996年、JR西日本、インテリアデザイン
- 新幹線700系のぞみ、1997年、JR東海＋JR西日本、エクステリア・インテリアデザイン
- モハ285系寝台電車サンライズ・エクスプレス、1998年、JR西日本＋JR東海、エクステリア・インテリアデザイン
- 新幹線Ｎ700系7000/8000番代みずほ・さくら、2011年、JR西日本＋JR九州、エクステリア・インテリアデザイン

### 書籍
- 『日本の近代デザイン運動史』、1990年、ペリカン社　共著
- 『都市産業革命宣言』、1994年、プレジデント社　共著
- 『ヒット商品のマーケティング』、2001年、同文舘出版